# Club San Sebastián de León
Der Club San Sebastian de León war ein mexikanischer Fußballverein, der 1944 gegründet wurde. Der Vereinsname bezeichnet den altertümlichen Namen der Stadt León, den sie zu jener Zeit trug, als die gesamte Region noch Nueva España hieß. Mit Bezug auf den „Heiligen Sebastian“ entstand auch der Spitzname des Vereins: Santos (die Heiligen). 
San Sebastian wurde 1945 als zweiter Verein der Stadt León in die Primera División, die höchste Spielklasse Mexikos aufgenommen, nachdem die Liga von 13 auf 16 Mannschaften aufgestockt worden war. In derselben wirkte seit einem Jahr bereits der benachbarte Club León mit. 
Nachdem 1950/51 die landesweite zweite Liga eingeführt worden war, gab es ab dem Sommer 1951 jeweils einen Aufsteiger in die erste Liga und einen Absteiger in die zweite Liga. San Sebastian hatte in jenem Jahr – wie auch bereits im Jahr zuvor, als dies noch ohne Folgen blieb – den letzten Platz belegt und war somit die erste Mannschaft, die die erste Liga aus sportlichen Gründen verlassen musste. Bis dahin hatte es nur Rückzüge anderer Natur gegeben. 
Zwar wurde der Verein in den kommenden Jahren noch zweimal Vizemeister, doch blieb der Aufstieg in die höchste Spielklasse dem jeweiligen Meister (1952 La Piedad, 1954 Irapuato) vorbehalten. Für San Sebastian war dies der Anfang vom Ende.

## Bekannte Spieler
- Raúl Córdoba (bis 1950 im Verein; WM-Teilnehmer 1950 und 1950/51 Meister mit Atlas)
- Florencio Caffaratti (1951/52; absolvierte in der Saison 1947/48 für den FC Barcelona fünf Spiele, in denen er sechs Tore erzielte)
- Alberto Mendoza (1946/47; war 1939/40 Torschützenkönig der mexikanischen Liga)
- Alfonso Montemayor (1954/55; WM-Teilnehmer 1950 und dreimal Meister mit dem Club León)
- Juan José Novo (1946–1948; in der Saison 1950/51 Meister mit Atlas)